# Orbiting Solar Observatory 1
Orbiting Solar Observatory 1 (OSO 1) – pierwszy z serii ośmiu amerykańskich orbitalnych obserwatoriów Słońca w promieniach rentgenowskich, UV i gamma. Celem drugorzędnym były badania pyłu kosmicznego. 
Statek pracował normalnie aż do zepsucia się drugiego rejestratora taśmowego 15 maja 1962. Transmisja danych ze statku ustała w maju 1964. Satelita spłonął w atmosferze 8 października 1981 roku.
Eksperyment obserwacji w promieniach gamma jako pierwszy zarejestrował strumień takiego promieniowania (o energiach kwantów od 0,5 do 3,0 MeV) o pochodzeniu pozaziemskim. Pomiary te stały się pierwszymi zagadnieniami, którymi zająć się miała powstająca wówczas astronomia promieniowania gamma.

## Budowa i działanie

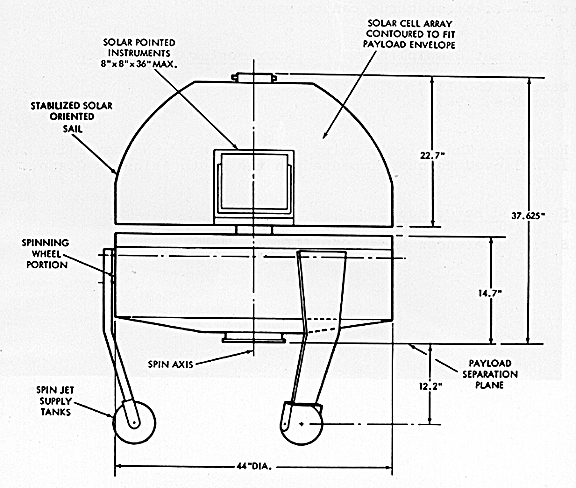
Schemat satelity OSO 1

Ważący 208 kg statek składał się z dwóch sekcji: 9 bocznej obrotowej sekcji, zwanej „kołem” (średnica 1,2 m; obracała się z okresem ok. 2 sekund), przyłączonej do sekcji zwanej „żaglem”. Wysokość orbity mogła być zmieniana przez silniczki gazowe. Dane były jednocześnie nagrywane na taśmę i nadawane przez nadajnik UKF. Sterowanie odbywało się za pomocą listy 10 rozkazów nadawanych z Ziemi.

### Ładunek
- Spektrometr słoneczny

Ważący 9,3 kg eksperyment zaprojektowany został do analizy promieniowania słonecznego w zakresie EUV (1-40 nm). Głównym elementem był spektrometr z siatką dyfrakcyjną. Spektrum było skanowane co 8 minut, gdy padało prostopadle do otworu wejściowego instrumentu. Apertura wejściowa formowała wiązkę do rozmiarów 2×2 cm. Jej krawędzie wykonano bardzo dokładnie, aby zminimalizować rozpraszanie światła. Apertura kątowa wynosiła 1,2×2,2°, co pozwalało objąć Słońce wraz z koroną słoneczną. Przyrząd pracował od 7 marca do 15 maja 1962 i dostarczył ponad 7000 widm. Dane o falach o długościach poniżej 17 nm były trudne do zinterpretowania z powodu małej czułości i dużego rozpraszania. Powyżej 34,2 nm, obraz drugie rzędu widma przysłonił obraz właściwy.
- Detektor słonecznych prom. X (20-100 keV)

Przyrząd zaprojektowano do poszukiwania słonecznych strumieni promieniowania hamowania (tzw. bremsstrahlung), w obrębie całego dysku słonecznego, w zakresie energii od 20 do 100 keV. Czujnikiem był licznik scyntylacyjny z cylindrycznym kryształem NaI aktywowanego talem (3 mm grubości i 2,2 cm średnicy), oraz fotopowielacza (RCA C-7151). Osłona z miedzi kolimowała pole widzenia detektora do 0,3 sr. Prędkość zliczania (od 10 do 104 zliczeń/s) była przedstawiana w postaci napięcia (od 0 do 5 V).
- Detektor słonecznych prom. gamma

Miał za zadanie mierzyć strumień słonecznego promieniowania gamma w zakresie od 100 do 700 keV, ze szczególnym uwzględnieniem czasowego przebiegu dla energii 511 keV, charakterystycznej dla reakcji anihilacji pozytonu i negatonu. Przyrząd tworzyły trzy liczniki scyntylacyjne. Dwa detektory z kryształem NaI aktywowanym talem (3,8 cm średnicy i 3,8 cm wysokości) umieszczone były w sekcji „kołowej”, a trzeci, CsI aktywowany talem (3,8 cm średnicy i 5,08 cm wysokości) w sekcji „żaglowej”. Jeden z obracających się detektorów miał ograniczone pole widzenia do 20° poprzez osłonę wolframową. Drugi był nieosłonięty i zapewniał prawie izotropiczną detekcję promieniowania, zapewniając monitorowanie tła dla detektora z osłoną. Wyjście z każdego z trzech liczników było kolejno próbkowane przez 16-poziomowy analizator impulsowo-amplitudowy. Poza przesunięciem wzmocnienia wzmacniacza objawiającym się w linii 511 keV, eksperyment pracował normalnie przez cały czas trwania misji.

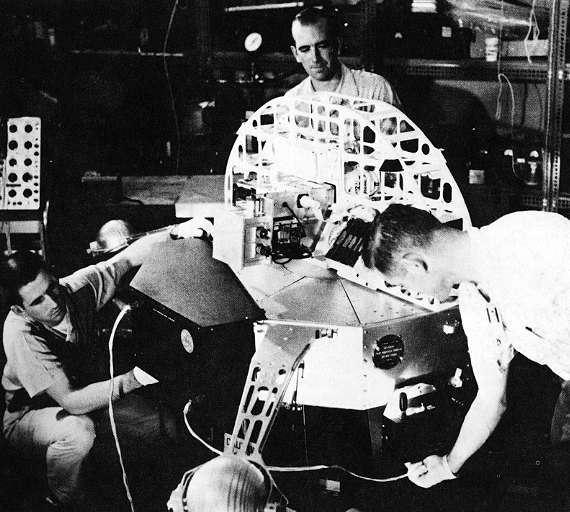
OSO 1 podczas montażu

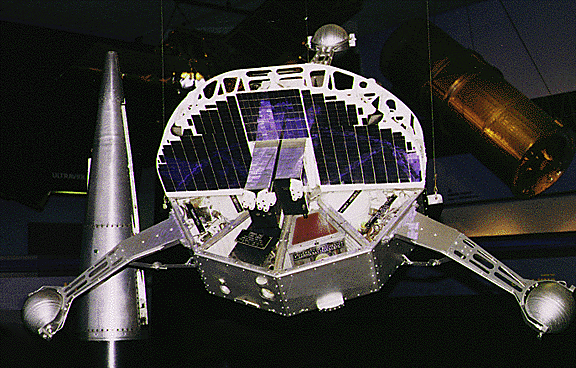
Model OSO 1 wystawiony w National Air and Space Museum

- Monitor strumienia słonecznych prom. X

Monitor miał badać zmiany w czasie strumienia słonecznych promieni rentgenowskich, w zakresie od 0,1 do 0,8 nm, wspomagając eksperyment ze spektrometrem słonecznym. Czujnik składał się z dwóch komór jonizacyjnych wypełnionych ksenonem. Każda posiadała okienko berylowe o grubości 0,15 mm i powierzchni 3,38 cm². Detektory były połączone równolegle i zamontowane w nieruchomej części statku. Próbkowanie odbywało się co około 10 sekund. Ciśnienie gazu w komorach wynosiło 760 mm Hg, a grubość komory, przy padaniu prostopadłym, wynosiła 2,19 cm. Eksperyment pracował normalnie do 15 maja 1962. Dodatkowe dane napływały do maja 1964 w trybie rzeczywistym – kiedykolwiek statek znajdował się nad stacjami naziemnymi.
- Detektor cząsteczek pyłu kosmicznego
- Monitor strumienia prom. słonecznego

Eksperyment monitorowania strumienia fotonów o długości odpowiadającej pierwszemu przejściu w serii Lymana widma wodoru. Zmontowany na sekcji obrotowej, skanował Słońce podczas każdego obrotu. Miernik stanowiła komora jonizacyjna wypełniona disiarczkiem węgla. Fluorytowe okienko zapewniało filtrowanie światła do przedziału 105-123 nm. W ciągu około 230 orbit, czułość detektora zmalała o 80%.
- Detektor scyntylacyjny prom. gamma

Ważący 14,3 kg eksperyment został przygotowany przez University of Minnesota i miał monitorować intensywność i rozkład kierunkowy promieniowania gamma (50 keV - 3 MeV). Na przyrząd składały się trzy liczniki scyntylacyjne połączone i osłaniane tak, aby mogły analizować rozkład kierunkowy badanego promieniowania; plastyczny licznik typu phoswich do odrzucania niepożądanego promieniowania kosmicznego. Licznik phoswich składał się z kryształu NaI (5,1 cm średnicy i 5,4 cm długości) otoczonego warstwą plastycznego fosforu (grub. 0,32 cm). Detektor zamontowany był w sekcji „kołowej” statku. Wszystkie trzy liczniki pracowały w trakcie dziennej części orbity. Po nocnej części pracował tylko licznik promieniowania kosmicznego. Budowę instrumentu poprzedziły loty podobnych czujników na balonach, w celu sprawdzenia wpływu prom. kosmicznego na materiały detektorów.
- Detektor wysokoenergetycznego prom. gamma

Detektor przeznaczony do obserwowania rozbłysków słonecznych. Pracował z promieniowaniem o energii powyżej 100 MeV, czyli z promieniowaniem gamma. Składał się z arkusza ołowiu (konwertującego kwanty gamma w pary elektron-pozyton) przykrywającego licznik Czerenkowa. Między arkuszem a licznikiem znajdował się scyntylator antykoincydencyjny, aby wykluczyć zliczenia naładowanych cząstek o prędkościach relatywistycznych. Czujnik oglądał Słońce przy każdym obrocie sekcji (co ok. 2 s) przez około 110 ms. Eksperyment pracował normalnie do 3 lipca 1962.
- Licznik proporcjonalny neutronów (BF-3)

Składał się z dwóch moderowanych liczników proporcjonalnych BF-3. Moderator stanowił materiał epoksydowy o grubości 3,8 cm. W jednym z liczników był on wzbogacony, a drugi zubożony, o bor 10B. Efektywność zliczania neutronów wynosiła około 2 zliczeń/cm²/neutron i była praktycznie niezależna od energii (w zakresie 10 keV-10 MeV). Dane z eksperymentu okazały się mało użyteczne.
- Eksperyment pomiaru emisji promieniowania termicznego
- Monitor strumienia światła słonecznego

Zaprojektowany do monitorowania zakresu 380-480 nm promieniowania emitowanego przez Słońce z dokładnością mającą wychwycić zmiany rzędu 1 promila. Czujnik stanowiła wysokoprądowa fotodioda z dwuwarstwowym filtrem. Zewnętrzną warstwę filtru stanowiła naparowana powłoka platynowa na 2 mm grubości stopionym kompleksie krzemowym. Wewnętrzną warstwę filtru stanowiło niebieskie szkło. Detektor umieszczono w sekcji obrotowej statku. Mimo że odnotowano szybki spadek czułości fotodiody, użyteczne dane odbierano do 15 maja 1962.
- Analizator protonów i elektronów

Analizator miał określać przebiegi czasowe i kierunkowe strumienia protonów (o energiach powyżej 2 MeV) i elektronów  (powyżej 60 keV), w rejonach poniżej pasów radiacyjnych. Eksperyment umieszczono w części „kołowej” statku. Składał się kryształu scyntylacyjnego (stylben) umieszczonego przy fotopowielaczu RCA C-7151 (o wzmocnionej konstrukcji). W krysztale tego typu protony i elektrony wytwarzają impulsy o różnych czasach zaniku, przez co dwie cząstki przybyłe w tym samym czasie można odróżnić. Przyrząd pracował do 14 lipca 1963.